# Церковь Святых Петра и Павла (Кореличи)
Церковь Святых Петра и Павла (бел. Царква Святых Пятра і Паўла) — православный храм в городском посёлке Кореличи Гродненской области Белоруссии, памятник архитектуры второй половины XIX века. Церковь относится к Кореличскому благочинию Новогрудской епархии Белорусской православной церкви.

## История

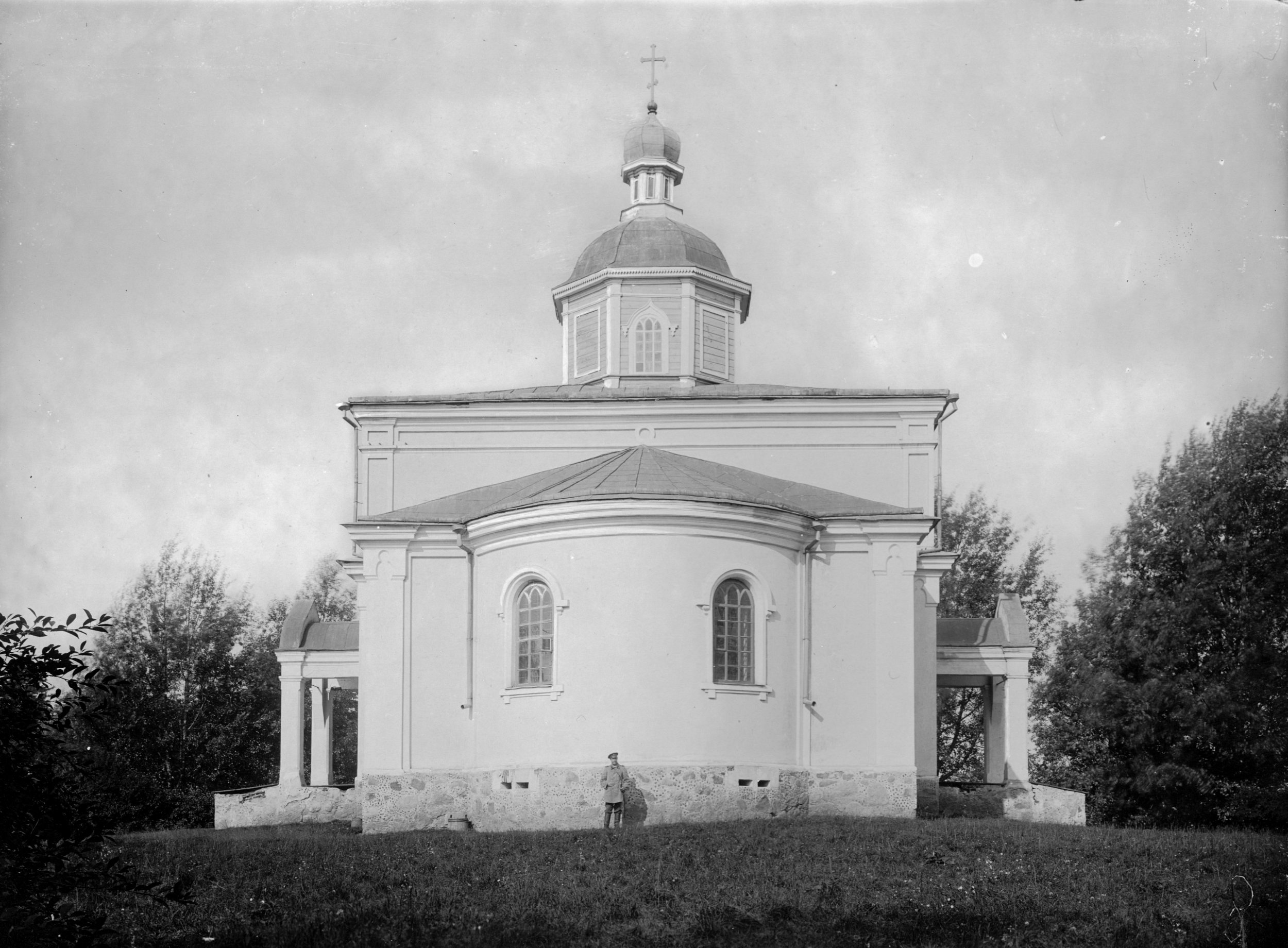
Церковь в начале XX века

Церковь Святых Петра и Павла построена в виде продолговатого креста в центре местечка в 1866 году на сумму, отпущенную царским правительством. В 1877 году возведена деревянная церковно-приходская школа. В 1882 году воздвигнут центральный купол.
Согласно Описанию церквей и приходов Минской епархии за 1879 год, в состав прихода входили селения: Кореличи, Заполье, Лесок, Красная, Тудорово, Рутица, Огородники, Рачицы, Ровины и Полужье. Насчитывалось прихожан мужского пола 1850, а женского — 1818 душ.
В 1972—1988 годах был осуществлён капитальный ремонт: произведена реставрация купола и стен, заменены крыша и окна, обновлён иконостас.

## Архитектура
Церковь неоднократно перестраивали, так что её первоначальный облик, в котором сочетаются черты разных стилей (русского, классицизма и др.) также претерпевал изменения. Объёмно-пространственная композиция трёхчастная: прямоугольная в плане трапезная с колокольней над ней, кубовидный объём молитвенного зала с боковыми приделами, полукруглая апсида с ризницами. Основной двухъярусный объём накрыт пологой четырёхскатной крышей и завершён восьмигранном световым барабаном с гранёным сферическим куполом и маковкой. Фасады декорированы угловом рустом, пилястрами, профилированным карнизом, филёнками, наличниками арочных оконных проёмов. Главный и боковые входы решены арочными порталами.

## Интерьер
В интерьере доминирует центральный зал с пространством светового барабана, который поддерживают 4 колонны и парусные своды. Апсида выделена деревянным иконостасом. В трапезной лестница на колокольню. Представляют ценность иконы XVIII века «Богоматерь Одигитрия» и «Покров».